# Banca Mitsubishi

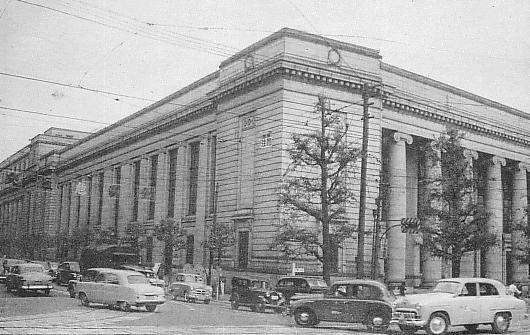
La sede della banca nel 1950

La Banca Mitsubishi (株式会社三菱銀行?, Kabushiki-gaisha Mitsubishi Ginkō) è stata una delle maggiori banche giapponesi dal 1880 al 1996.

## Storia
L'attività della banca viene fatta risalire al 1880, quando il fondatore dello zaibatsu Mitsubishi, Iwasaki Yatarō, istituì la casa di cambio e magazzino della Mitsubishi (三菱為替店?, Mitsubishi Kawaseten) a Tokyo. Nel 1885 la casa acquisì la 119ª Banca Nazionale che operava a Tokyo, Ōita e Hakodate.
Nel 1919 per gestire le attività bancarie dello zaibatsu venne costituita una società autonoma, la Banca Mitsubishi. 
La banca aprì uffici a Londra e New York nel 1920.
Durante la seconda guerra mondiale la banca finanziò gli interessi giapponesi in Manciuria attraverso l'agenzia di Dalian, aperta nel 1933.
Nel 1948 gli zaibatsu furono smantellati e la banca fu ribattezzata Banca di Chiyoda (千代田銀行?, Chiyoda Ginkō) dal nome dell'omonimo quartiere di Tokyo. La banca tornò al nome "Mitsubishi" nel 1953 e riaprì gli uffici di Londra e New York. Negli anni successivi divenne la finanziatrice keiretsu Mitsubishi.
Oltre che in Giappone, la Mitsubishi fu attiva anche in California, dove cominciò ad operare nel 1972 attraverso la Mitsubishi Bank of California. La Mitsubishi acquisì la Bank of California nel 1984, che più tardi si fuse con la Union Bank, controllata dalla Banca di Tokyo per formare la attuale MUFG Union Bank.
La Mitsubishi era nota per l'atteggiamento molto prudente e infatti fu una delle poche banche giapponesi ad uscire relativamente indenni dalla bolla speculativa giapponese del 1991. A quell'epoca la banca aveva 288 filiali, 16 agenzie all'estero e 21 uffici di rappresentanza.
Nel 1996 la Banca Mitsubishi si fuse con la Banca di Tokyo per formare la Banca di Tokyo-Mitsubishi, poi a sua volta confluita nel Mitsubishi UFJ Financial Group.